# Diplo (musicien)
Pour les articles homonymes, voir Diplo.
Diplo, nom de scène de Thomas Wesley Pentz, né le 10 novembre 1978 à Tupelo (Mississippi), est un disc jockey, producteur musical, auteur et rappeur américain. Il est le fondateur du label discographique Mad Decent et cofondateur d'une organisation à but non lucratif appelée Heaps Decent. En 2013, son EP Revolution atteint la 68e place du classement Billboard 200. Il est également membre du groupe Jack Ü au côté de Skrillex ; les débuts du groupe se déroulent lors de la Mad Decent Block Party de San Diego, le 15 septembre 2013.
À son gain de popularité, Diplo travaille aux côtés de la rappeuse britannique M.I.A., créditée pour avoir lancé sa carrière musicale. Par la suite, lui et le producteur Switch lancent un projet dancehall jamaïcain et une série d'animation intitulée Major Lazer. Depuis, Diplo produit et compose aux côtés d'artistes pop tels que Madonna, Britney Spears, Beyoncé, No Doubt, Justin Bieber, Usher, Snoop Dogg, Chris Brown, G-Dragon, Nebat Drums, Niska, Soolking et Toots and the Maytals.

## Biographie

### DJing et Hooked on Hollertronix
Diplo est né le 10 novembre 1978 à Tupelo, dans le Mississippi, où le rap dans sa ville jouera un rôle clé dans le lancement de sa carrière musicale. Il passe la majeure partie de sa jeunesse à Miami, où il développe son intérêt pour la Miami bass,. Il étudie à l'université du centre de la Floride en 1997, puis à Philadelphie à l'Université Temple, où il se fait remarquer pour son talent de disc jockey. Fréquemment aux côtés de DJ Low Budget, les deux décident de mixer en soirée sous le nom de Hooked on Hollertronix en 2003. Le succès de ces soirées permet la publication de deux mixtapes, devenues populaires dans tout le pays. L'une des mixtapes, Never Scared, atteint le top 10 des albums du New York Times en 2013 et le nom de Hollertronix devient synonyme de soirées durant lesquelles apparaissent des artistes tels que Maluca Mala, Bun B, Spank Rock, et M.I.A.
Diplo accentue l'esthétique Hollertronix dans son premier album solo, Florida, publié sous l'empreinte du label Ninja Tune, Big Dada. Son amour constant pour un genre musical appelé baile funk (ou favela funk) lui permet la publication d'une série de mixtapes (Favela on Blast, Favela Strikes Back), qui amèneront la musique dance des ghettos brésiliens aux États-Unis. À cette période, les soirées Hooked on Hollertronix ne lui permettent pas d'accéder à l'étape suivante nécessaire et de financer la construction d'un studio dans lequel il pourra se consacrer à la musique à plein temps. Avec ce but en tête, Diplo fonde, The Mausoleum, un grand espace d'accueil à Philadelphie. Depuis son lancement, The Mausoleum devient l'espace d'enregistrement pour des musiciens comme Christina Aguilera, Shakira, M.I.A., Santigold, Spank Rock, Plastic Little, Blaqstarr, Paper Route Gangstaz, et abrite des concerts de Glass Candy, Skream, Boys Noize, et Nicos Gun.

### M.I.A.
Après l'écoute d'une de ses chansons en 2004, M.I.A. entre en contact avec Diplo lors d'une soirée au Fabric Club de Londres. Par coïncidence, Diplo jouait ses chansons Galang et Fire Fire à son arrivée au club,,. Les deux collaborent finalement sur une mixtape, Piracy Funds Terrorism, album mentionné parmi les « albums de l'année » par New York Times et Pitchfork,. Diplo continuera sa collaboration avec M.I.A. et fera, grâce à elle, la rencontre du DJ londonien Switch ; ensemble, ils composeront la chanson nommée aux Grammy Paper Planes, qui atteindra la quatrième place du classement américain Billboard US Hot 100. M.I.A. explique en 2015 que Diplo lui a permis son gain de popularité en 2005.

### Production et Mad Decent
Au fil de sa carrière, Diplo passera de DJ inconnu à producteur en collaboration avec des artistes comme Shakira, Robyn, Kid Cudi, Bruno Mars, No Doubt, Snoop Dogg, Maluca, Kid Sister, Die Antwoord, Alex Clare, Rolo Tomassi, Amanda Blank, CL (2ne1), Boaz van de Beatz , Nebat Drums et Dark Meat. Après un voyage au Brésil pour son enquête sur la scène musicale des favelas et fasciné par l'énergie que lui procure cette dernière, Diplo décide d'importer le groupe local de dance-funk Bonde do Rolê via son label Mad Decent. Ce groupe servira à définir le genre funk carioca des États-Unis. Diplo passera également du temps à documenter la scène et les favelas brésiliennes.

### Madonna
À partir de mai 2014, Diplo s'associe avec Madonna, en co-produisant son treizième album studio Rebel Heart, qui sortira l'année suivante,. Il co-écrit également quelques-unes des chansons y figurant, notamment les singles Living for Love et Bitch I'm Madonna. Il collaborera à nouveau avec la chanteuse en 2019, en co-produisant son album Madame X.

### Major Lazer et Jack Ü
En 2009, Major Lazer sort son premier album, "Guns Don't Kill People... Lazers Do". Puis, en 2013, il sort "Free The Universe".
En 2013, Diplo s'associe à Skrillex pour former le groupe Jack Ü. Ce dernier, sort son premier album, intitulé "Skrillex and Diplo Present Jack Ü", en février 2015. Le groupe s'associe à plusieurs artistes aux univers divers tels que Kiesza, 2 Chainz ou encore AlunaGeorge. Le groupe sort aussi "Where Are Ü Now" avec Justin Bieber. Ce single remporte un franc succès et est certifié plusieurs fois disque de platine.
En juin 2015, Diplo sort avec le collectif de dj's, Major Lazer, Peace Is the Mission. L'album regroupe des collaborations avec Ariana Grande ou encore Ellie Goulding. Le single Lean On (feat. MØ & DJ Snake) remporte beaucoup de succès. "Lean On" était en novembre 2017 la chanson la plus écoutée de l'histoire de Spotify.

### Major Lazer et Bad Royale
Le 29 novembre 2016, Major Lazer et Bad Royale ont sorti My Number, une chanson qui échantillonne 54-46 That's My Number que Pitchfork décrit comme « un classique du genre du légendaire groupe ska / reggae Toots and the Maytals ». Cette nouvelle version de la chanson contient des voix nouvellement enregistrées du leader Toots Hibbert, elle a été spécialement conçue pour Major Lazer, en changeant les paroles originales pour intégrer le groupe dans la chanson tout en conservant la mélodie originale.

### Silk City
Le 2 janvier 2018, Diplo annonce un nouveau projet avec le DJ et chanteur britannique Mark Ronson, intitulé Silk City. Le duo sort son premier single Only Can Get Better avec Daniel Merriweather le 23 mai 2018. Leur deuxième single, Feel About You avec Mapei, sort le 20 juillet 2018. Le troisième single du duo, Loud, permet à Diplo de collaborer de nouveau avec les rappeurs GoldLink & Desiigner. Leur quatrième et plus récent single intitulé Electricity, met en vedette l'auteur-compositeur-interprète britannique Dua Lipa. En 2018, Electricity remporte un Grammy lors de la 61e édition des Grammy Awards dans la catégorie le meilleur enregistrement Dance.

### LSD
En mars 2018, Diplo commence à dévoiler un nouveau projet sur les réseaux sociaux. Il s'agit d'une photo montrant une cassette audio avec écrit dessus LSD et mentionnant Sia et Labrinth en légende, sans pour autant donner de précision. Début mai, Diplo ainsi que la chanteuse australienne Sia et le chanteur britannique Labrinth forment le supergroupe LSD. Ensemble, ils sortent plusieurs singles, intitulés Genius, Audio, Thunderclouds et Mountains .

### Vie privée
Diplo est sorti avec la chanteuse et rappeuse M.I.A. entre 2003 et 2008. Elle a eu des relations avec la chanteuse Katy Perry entre 2014 et 2015, Madonna en 2015 et avec l'actrice Kate Hudson en 2016. Il est père de trois enfants dont deux avec Kathryn Lockhart. Il a également un enfant, Pace est né en mars 2020, avec Jevon King.

## Discographie

### Albums

#### Albums studio
| Titre                                                                        | Détails                                                                              | Meilleures positions | Meilleures positions | Meilleures positions | Meilleures positions | Certifications |
| Titre                                                                        | Détails                                                                              | É-U                  | É-U Dance            | AUS                  | CAN                  | Certifications |
| ---------------------------------------------------------------------------- | ------------------------------------------------------------------------------------ | -------------------- | -------------------- | -------------------- | -------------------- | -------------- |
| Florida                                                                      | - Sorti: 21 Septembre 2004 - Format: CD, LP, téléchargement - Label: Big Dada        | —                    | —                    | —                    | —                    |                |
| Diplo Presents Thomas Wesley, Chapter 1: Snake Oil                           | - Sorti: 29 Mai 2020 - Format: téléchargement, streaming - Label: Mad Decent         | 50                   | —                    | 83                   | 20                   | - RIAA: Gold   |
| MMXX                                                                         | - Sorti: 4 Septembre 2020 - Format: téléchargement, streaming - Label: Higher Ground | —                    | —                    | —                    | —                    |                |
| Diplo                                                                        | - Sorti: 4 Mars 2022 - Format: téléchargement, streaming - Label: Higher Ground      | —                    | 2                    | 100                  | —                    |                |
| Diplo Presents Thomas Wesley, Chapter 2: Swamp Savant                        | - Sorti: 28 Avril 2023 - Format: téléchargement, streaming - Label: Mad Decent       | —                    | —                    | —                    | —                    |                |
| "—" signifie que l'album n'est pas sorti ou ne s'est pas classé dans le pays |                                                                                      |                      |                      |                      |                      |                |

#### Compilations
- 2005 : FabricLive.24
- 2006 : Decent Work for Decent Pay
- 2010 : Blow Your Head : Diplo Presents Dubstep
- 2010 : Chasing the Dragon
- 2011 : Riddimentary : Diplo Selects Greensleeves

#### Mixtapes
- 2003 : AEIOU (avec Tripledouble)
- 2004 : Piracy Funds Terrorism (avec M.I.A.)
- 2007 : AEIOU Two (avec Tripledouble)
- 2008 : Top Ranking : A Diplo Dub (avec Santigold)
- 2024 : The Mixtape (sous Thomas Wesley)

#### Albums Live
- 2005 : Live in Montreal

### Singles

#### Artiste principal
| Titre                                                                                | Année | Meilleures positions | Meilleures positions | Meilleures positions | Meilleures positions | Meilleures positions | Meilleures positions | Meilleures positions | Meilleures positions | Meilleures positions | Meilleures positions | Meilleures positions | Meilleures positions | Meilleures positions | Certifications                                                               | Album                                                 |
| Titre                                                                                | Année | É-U                  | É-U Dance            | ALL                  | AUS                  | BEL (FL)             | BEL (WAL)            | CAN                  | FRA                  | IRL                  | N-Z                  | P-B                  | R-U                  | SUI                  | Certifications                                                               | Album                                                 |
| ------------------------------------------------------------------------------------ | ----- | -------------------- | -------------------- | -------------------- | -------------------- | -------------------- | -------------------- | -------------------- | -------------------- | -------------------- | -------------------- | -------------------- | -------------------- | -------------------- | ---------------------------------------------------------------------------- | ----------------------------------------------------- |
| Thingamajawn                                                                         | 2003  | —                    | —                    | —                    | —                    | —                    | —                    | —                    | —                    | —                    | —                    | —                    | —                    | —                    |                                                                              |                                                       |
| Mitch Theme                                                                          | 2004  | —                    | —                    | —                    | —                    | —                    | —                    | —                    | —                    | —                    | —                    | —                    | —                    | —                    |                                                                              |                                                       |
| Florida                                                                              | 2004  | —                    | —                    | —                    | —                    | —                    | —                    | —                    | —                    | —                    | —                    | —                    | —                    | —                    |                                                                              | Florida                                               |
| Shhake It Up                                                                         | 2006  | —                    | —                    | —                    | —                    | —                    | —                    | —                    | —                    | —                    | —                    | —                    | —                    | —                    |                                                                              |                                                       |
| Now's the Time                                                                       | 2007  | —                    | —                    | —                    | —                    | —                    | —                    | —                    | —                    | —                    | —                    | —                    | —                    | —                    |                                                                              |                                                       |
| Blow Your Head                                                                       | 2008  | —                    | —                    | —                    | —                    | —                    | —                    | —                    | —                    | —                    | —                    | —                    | —                    | —                    |                                                                              |                                                       |
| Get Off (avec Blaqstarr)                                                             | 2009  | —                    | —                    | —                    | —                    | —                    | —                    | —                    | —                    | —                    | —                    | —                    | —                    | —                    |                                                                              |                                                       |
| Hey! (avec Laidback Luke)                                                            | 2009  | —                    | —                    | —                    | —                    | —                    | —                    | —                    | —                    | —                    | —                    | —                    | —                    | —                    |                                                                              |                                                       |
| U Don't Like Me (featuring Lil Jon)                                                  | 2010  | —                    | —                    | —                    | —                    | —                    | —                    | —                    | —                    | —                    | —                    | —                    | —                    | —                    |                                                                              |                                                       |
| Make You Pop (avec Don Diablo)                                                       | 2010  | —                    | —                    | —                    | —                    | —                    | —                    | —                    | —                    | —                    | —                    | —                    | —                    | —                    |                                                                              |                                                       |
| C'mon (avec Tiësto)                                                                  | 2010  | —                    | —                    | —                    | —                    | —                    | —                    | —                    | —                    | —                    | —                    | —                    | —                    | —                    |                                                                              |                                                       |
| C'mon (Catch 'em by Surprise) (avec Tiësto featuring Busta Rhymes)                   | 2011  | —                    | —                    | 68                   | —                    | 39                   | 39                   | 68                   | —                    | 21                   | —                    | 8                    | 13                   | 68                   | - BPI: Argent                                                                |                                                       |
| ON! (avec Douster)                                                                   | 2011  | —                    | —                    | —                    | —                    | —                    | —                    | —                    | —                    | —                    | —                    | —                    | —                    | —                    |                                                                              |                                                       |
| Pick Your Poison (avec Datsik)                                                       | 2011  | —                    | —                    | —                    | —                    | —                    | —                    | —                    | —                    | —                    | —                    | —                    | —                    | —                    |                                                                              |                                                       |
| Que Que (avec Dillon Francis featuring Maluca Mala)                                  | 2011  | —                    | —                    | —                    | —                    | —                    | —                    | —                    | —                    | —                    | —                    | —                    | —                    | —                    |                                                                              |                                                       |
| Go (avec Oliver Twizt)                                                               | 2011  | —                    | —                    | —                    | —                    | —                    | —                    | —                    | —                    | —                    | —                    | —                    | —                    | —                    |                                                                              |                                                       |
| Express Yourself (featuring Nicky da B)                                              | 2012  | —                    | 44                   | —                    | —                    | —                    | —                    | —                    | —                    | —                    | —                    | —                    | —                    | —                    |                                                                              | Express Yourself                                      |
| Set It Off (featuring Lazerdisk Party Sex)                                           | 2012  | —                    | —                    | —                    | —                    | —                    | —                    | —                    | —                    | —                    | —                    | —                    | —                    | —                    |                                                                              | Express Yourself                                      |
| Rasclat Riddim (avec Vato Gonzalez)                                                  | 2012  | —                    | —                    | —                    | —                    | —                    | —                    | —                    | —                    | —                    | —                    | —                    | —                    | —                    |                                                                              |                                                       |
| About That Life (featuring Jahan Lennon)                                             | 2012  | —                    | —                    | —                    | —                    | —                    | —                    | —                    | —                    | —                    | —                    | —                    | —                    | —                    |                                                                              |                                                       |
| Bueller (avec ETC!ETC! & Brillz featuring Chuck Inglish)                             | 2012  | —                    | —                    | —                    | —                    | —                    | —                    | —                    | —                    | —                    | —                    | —                    | —                    | —                    |                                                                              | Let's Be Cops                                         |
| Keep It Gully (avec Swick)                                                           | 2013  | —                    | —                    | —                    | —                    | —                    | —                    | —                    | —                    | —                    | —                    | —                    | —                    | —                    |                                                                              |                                                       |
| Earthquake (vs. DJ Fresh featuring Dominique Young Unique)                           | 2013  | —                    | 26                   | —                    | —                    | 21                   | —                    | —                    | —                    | —                    | —                    | —                    | 4                    | —                    | - BPI: Argent                                                                |                                                       |
| Boy Oh Boy (avec GTA)                                                                | 2013  | —                    | 19                   | —                    | —                    | —                    | —                    | —                    | —                    | —                    | —                    | —                    | —                    | —                    |                                                                              | Random White Dude Be Everywhere                       |
| Crown (featuring Mike Posner & Boaz van de Beatz)                                    | 2013  | —                    | —                    | —                    | —                    | —                    | —                    | —                    | —                    | —                    | —                    | —                    | —                    | —                    |                                                                              | Revolution                                            |
| Revolution (featuring Faustix & Imanos & Kai)                                        | 2014  | —                    | 20                   | —                    | —                    | —                    | —                    | —                    | 155                  | —                    | —                    | —                    | —                    | —                    | - RIAA: Or                                                                   | Revolution                                            |
| Eparrei (avec Dimitri Vegas & Like Mike & Fatboy Slim featuring Bonde do Rolê & Pin) | 2014  | —                    | 5                    | —                    | —                    | —                    | —                    | —                    | —                    | —                    | —                    | —                    | —                    | —                    |                                                                              | Bem Brasil                                            |
| Biggie Bounce (featuring Angger Dimas & Travis Porter)                               | 2014  | —                    | 36                   | —                    | —                    | —                    | —                    | —                    | —                    | —                    | —                    | —                    | —                    | —                    |                                                                              | Revolution                                            |
| Freak (avec Steve Aoki & Deorro featuring Steve Bays)                                | 2014  | —                    | 33                   | —                    | —                    | —                    | —                    | —                    | —                    | —                    | —                    | —                    | —                    | —                    |                                                                              | Random White Dude Be Everywhere                       |
| 6th Gear (avec Alvaro featuring Kstylis)                                             | 2014  | —                    | —                    | —                    | —                    | —                    | —                    | —                    | —                    | —                    | —                    | —                    | —                    | —                    |                                                                              | Random White Dude Be Everywhere                       |
| Techno (avec Yellow Claw & LNY TNZ featuring Waka Flocka Flame)                      | 2014  | —                    | —                    | —                    | —                    | —                    | —                    | —                    | —                    | —                    | —                    | —                    | —                    | —                    |                                                                              | Random White Dude Be Everywhere                       |
| Dirty Vibe (avec Skrillex featuring G-Dragon & CL)                                   | 2014  | —                    | 15                   | —                    | —                    | —                    | —                    | —                    | —                    | —                    | —                    | —                    | —                    | —                    |                                                                              | Recess                                                |
| Doctor Pepper (avec CL & Riff Raff & OG Maco)                                        | 2015  | —                    | —                    | —                    | —                    | —                    | —                    | —                    | —                    | —                    | —                    | —                    | —                    | —                    |                                                                              |                                                       |
| Be Right There (avec Sleepy Tom)                                                     | 2015  | —                    | 8                    | 69                   | 34                   | 19                   | 48                   | 81                   | 123                  | 31                   | 19                   | 83                   | 8                    | —                    | - RIAA: Or - BPI: Platine - RMNZ: Platine                                    |                                                       |
| Set Me Free (featuring Liz)                                                          | 2015  | —                    | —                    | —                    | —                    | —                    | —                    | —                    | —                    | —                    | —                    | —                    | —                    | —                    |                                                                              |                                                       |
| Blame (avec Zeds Dead featuring Elliphant)                                           | 2016  | —                    | 32                   | —                    | —                    | —                    | —                    | —                    | —                    | —                    | —                    | —                    | —                    | —                    |                                                                              | Northern Lights                                       |
| Hey Baby (vs. Dimitri Vegas & Like Mike featuring Deb's Daughter)                    | 2016  | —                    | 30                   | 65                   | —                    | 1                    | 13                   | —                    | —                    | —                    | —                    | —                    | —                    | —                    |                                                                              |                                                       |
| Drop (avec DJ Snake featuring Big Freedia)                                           | 2016  | —                    | —                    | —                    | —                    | —                    | —                    | —                    | —                    | —                    | —                    | —                    | —                    | —                    |                                                                              | Entourage                                             |
| Bang Bang (vs. DJ Fresh featuring R. City & Selah Sue & Craig David)                 | 2016  | —                    | —                    | —                    | —                    | 35                   | —                    | —                    | —                    | —                    | —                    | —                    | —                    | —                    |                                                                              |                                                       |
| Waist Time (avec Autoerotique)                                                       | 2017  | —                    | —                    | —                    | —                    | —                    | —                    | —                    | —                    | —                    | —                    | —                    | —                    | —                    |                                                                              |                                                       |
| Phurrr (avec Pritam & Mohit Chauhan)                                                 | 2017  | —                    | —                    | —                    | —                    | —                    | —                    | —                    | —                    | —                    | —                    | —                    | —                    | —                    |                                                                              | Jab Harry Met Sejal                                   |
| Imperfections (avec Starrah)                                                         | 2017  | —                    | —                    | —                    | —                    | —                    | —                    | —                    | —                    | —                    | —                    | —                    | —                    | —                    |                                                                              | Starrah x Diplo                                       |
| Swerve (avec Starrah)                                                                | 2017  | —                    | —                    | —                    | —                    | —                    | —                    | —                    | —                    | —                    | —                    | —                    | —                    | —                    |                                                                              | Starrah x Diplo                                       |
| Get It Right (featuring MØ)                                                          | 2017  | —                    | 12                   | —                    | —                    | —                    | —                    | 76                   | 142                  | —                    | —                    | —                    | —                    | —                    |                                                                              | Major Lazer Presents: Give Me Future                  |
| Look Back (featuring DRAM)                                                           | 2018  | —                    | —                    | —                    | —                    | —                    | —                    | —                    | —                    | —                    | —                    | —                    | —                    | —                    |                                                                              | California                                            |
| Worry No More (featuring Lil Yachty & Santigold)                                     | 2018  | —                    | —                    | —                    | —                    | —                    | —                    | —                    | —                    | —                    | —                    | —                    | —                    | —                    |                                                                              | California                                            |
| Color Blind (featuring Lil Xan)                                                      | 2018  | —                    | —                    | —                    | —                    | —                    | —                    | —                    | —                    | —                    | —                    | —                    | —                    | —                    | - RIAA: Or                                                                   | California                                            |
| Suicidal (featuring Desiigner)                                                       | 2018  | —                    | —                    | —                    | —                    | —                    | —                    | —                    | —                    | —                    | —                    | —                    | —                    | —                    |                                                                              | California                                            |
| Wish (featuring Trippie Redd)                                                        | 2018  | —                    | —                    | —                    | —                    | —                    | —                    | —                    | —                    | —                    | —                    | —                    | —                    | —                    | - RIAA: Platine                                                              | California                                            |
| Stay Open (avec MØ)                                                                  | 2018  | —                    | 44                   | —                    | —                    | —                    | —                    | —                    | —                    | —                    | —                    | —                    | —                    | —                    |                                                                              |                                                       |
| Welcome to the Party (avec French Montana & Lil Pump featuring Zhavia Ward)          | 2018  | 78                   | —                    | —                    | —                    | —                    | —                    | 55                   | 146                  | —                    | —                    | —                    | —                    | —                    | - RIAA: Platine                                                              | Deadpool 2: Original Motion Picture Soundtrack        |
| Sun in Our Eyes (avec MØ)                                                            | 2018  | —                    | —                    | —                    | —                    | —                    | —                    | —                    | —                    | —                    | —                    | —                    | —                    | —                    |                                                                              | Forever Neverland                                     |
| Close to Me (avec Ellie Goulding featuring Swae Lee)                                 | 2018  | 24                   | 2                    | 44                   | 25                   | 16                   | 4                    | 24                   | 38                   | 8                    | 17                   | 22                   | 17                   | 52                   | - RIAA: 2× Platine - ARIA: 2× Platine - BPI: Gold - MC: Platine - RMNZ: Gold | Brightest Blue                                        |
| Boom Bye Bye (avec Niska)                                                            | 2019  | —                    | —                    | —                    | —                    | —                    | —                    | —                    | 21                   | —                    | —                    | —                    | —                    | —                    |                                                                              | Europa                                                |
| New Shapes (featuring Octavian)                                                      | 2019  | —                    | 48                   | —                    | —                    | —                    | —                    | —                    | —                    | —                    | —                    | —                    | —                    | —                    |                                                                              | Europa                                                |
| Dip Raar (avec Bizzey & Ramiks)                                                      | 2019  | —                    | —                    | —                    | —                    | —                    | —                    | —                    | —                    | —                    | —                    | 33                   | —                    | —                    |                                                                              | Europa                                                |
| Mira Mira (featuring IAMDDB)                                                         | 2019  | —                    | —                    | —                    | —                    | —                    | —                    | —                    | —                    | —                    | —                    | —                    | —                    | —                    |                                                                              | Europa                                                |
| Oh Maria (avec Soolking)                                                             | 2019  | —                    | —                    | —                    | —                    | —                    | —                    | —                    | —                    | —                    | —                    | —                    | —                    | —                    |                                                                              | Europa                                                |
| Baui Coupé (featuring Baysa)                                                         | 2019  | —                    | —                    | —                    | —                    | —                    | —                    | —                    | —                    | —                    | —                    | —                    | —                    | —                    |                                                                              | Europa                                                |
| Hold You Tight                                                                       | 2019  | —                    | 27                   | —                    | —                    | —                    | —                    | —                    | —                    | —                    | —                    | —                    | —                    | —                    |                                                                              | Higher Ground                                         |
| Bubble Up                                                                            | 2019  | —                    | —                    | —                    | —                    | —                    | —                    | —                    | —                    | —                    | —                    | —                    | —                    | —                    |                                                                              | Higher Ground                                         |
| So Long (featuring Cam)                                                              | 2019  | —                    | 26                   | —                    | —                    | —                    | —                    | —                    | —                    | —                    | —                    | —                    | —                    | —                    |                                                                              | Diplo Presents Thomas Wesley, Chapter 1: Snake Oil    |
| Win Win (featuring Tove Lo)                                                          | 2019  | —                    | 22                   | —                    | —                    | —                    | —                    | —                    | —                    | —                    | —                    | —                    | —                    | —                    |                                                                              | Higher Ground                                         |
| Give Dem (avec Blond:ish featuring Kah-Lo)                                           | 2019  | —                    | —                    | —                    | —                    | —                    | —                    | —                    | —                    | —                    | —                    | —                    | —                    | —                    |                                                                              | Higher Ground                                         |
| Spicy (avec Herve Pagez featuring Charli XCX)                                        | 2019  | —                    | 18                   | —                    | —                    | —                    | —                    | —                    | 74                   | —                    | —                    | —                    | —                    | —                    |                                                                              |                                                       |
| JustYourSoul (avec Valentino Khan)                                                   | 2019  | —                    | —                    | —                    | —                    | —                    | —                    | —                    | —                    | —                    | —                    | —                    | —                    | —                    |                                                                              |                                                       |
| Heartless (avec Julia Michaels featuring Morgan Wallen)                              | 2019  | 39                   | —                    | —                    | —                    | —                    | —                    | 62                   | —                    | —                    | —                    | —                    | —                    | —                    | - RIAA: 5× Platine - ARIA: 3× Platine                                        | Diplo Presents Thomas Wesley, Chapter 1: Snake Oil    |
| Lonely (avec Jonas Brothers)                                                         | 2019  | —                    | —                    | —                    | 40                   | 70                   | —                    | 69                   | —                    | 54                   | —                    | —                    | 89                   | —                    | - RIAA: Or - ARIA: Platine                                                   | Diplo Presents Thomas Wesley, Chapter 1: Snake Oil    |
| Samba Sujo (avec Born Dirty)                                                         | 2019  | —                    | —                    | —                    | —                    | —                    | —                    | —                    | —                    | —                    | —                    | —                    | —                    | —                    |                                                                              | Do You Dance?                                         |
| On My Mind (avec Sidepiece)                                                          | 2019  | —                    | 25                   | —                    | —                    | 64                   | —                    | —                    | 193                  | 26                   | —                    | —                    | 57                   | —                    | - BPI: Argent                                                                | Diplo                                                 |
| Love to the World (avec Wax Motif)                                                   | 2020  | —                    | 48                   | —                    | —                    | —                    | —                    | —                    | —                    | —                    | —                    | —                    | —                    | —                    |                                                                              | Do You Dance?                                         |
| Do Si Do (avec Blanco Brown)                                                         | 2020  | —                    | —                    | —                    | —                    | —                    | —                    | —                    | —                    | —                    | —                    | —                    | —                    | —                    |                                                                              | Diplo Presents Thomas Wesley, Chapter 1: Snake Oil    |
| Looking for Me (avec Paul Woolford & Kareen Lomax)                                   | 2020  | —                    | 18                   | —                    | 32                   | —                    | —                    | —                    | —                    | 1                    | —                    | —                    | 4                    | —                    | - BPI: Platine - ARIA: Platine                                               | Diplo                                                 |
| On Mine (avec Noah Cyrus)                                                            | 2020  | —                    | —                    | —                    | —                    | —                    | —                    | —                    | —                    | —                    | —                    | —                    | —                    | —                    |                                                                              | Diplo Presents Thomas Wesley, Chapter 1: Snake Oil    |
| Daylight (avec Joji)                                                                 | 2020  | —                    | —                    | —                    | —                    | —                    | —                    | —                    | —                    | —                    | —                    | —                    | —                    | —                    | - RIAA: Or                                                                   | Nectar                                                |
| Pick Your Battle (avec Petit Biscuit)                                                | 2020  | —                    | 28                   | —                    | —                    | —                    | —                    | —                    | —                    | —                    | —                    | —                    | —                    | —                    |                                                                              | Parachute                                             |
| Turn Back Time (avec Sonny Fodera featuring Sasha Sloan)                             | 2020  | —                    | 17                   | —                    | —                    | —                    | —                    | —                    | —                    | —                    | —                    | —                    | —                    | —                    |                                                                              |                                                       |
| MMXX - XII (featuring Rhye)                                                          | 2020  | —                    | 39                   | —                    | —                    | —                    | —                    | —                    | —                    | —                    | —                    | —                    | —                    | —                    |                                                                              | MMXX                                                  |
| Never Gonna Forget (avec Black Coffee featuring Elderbrook)                          | 2021  | —                    | 19                   | —                    | —                    | —                    | —                    | —                    | —                    | —                    | —                    | —                    | —                    | —                    |                                                                              |                                                       |
| Conga Rock (avec Mat.Joe featuring Toto Bona Lokua)                                  | 2021  | —                    | 30                   | —                    | —                    | —                    | —                    | —                    | —                    | —                    | —                    | —                    | —                    | —                    |                                                                              | Do You Dance?                                         |
| One by One (featuring Elderbrook & Andhim)                                           | 2021  | —                    | 28                   | —                    | —                    | —                    | —                    | —                    | —                    | —                    | —                    | —                    | —                    | —                    |                                                                              | Diplo                                                 |
| Don't Be Afraid (avec Damian Lazarus featuring Jungle)                               | 2021  | —                    | 18                   | —                    | —                    | —                    | —                    | —                    | —                    | —                    | —                    | —                    | —                    | —                    |                                                                              | Diplo                                                 |
| Promises (avec Paul Woolford & Kareen Lomax)                                         | 2021  | —                    | 14                   | —                    | —                    | —                    | —                    | —                    | —                    | —                    | —                    | —                    | —                    | —                    |                                                                              | Diplo                                                 |
| Forget About Me (avec Aluna & Durante)                                               | 2022  | —                    | 17                   | —                    | —                    | —                    | —                    | —                    | —                    | —                    | —                    | —                    | —                    | —                    |                                                                              | Diplo                                                 |
| Don't Forget My Love (avec Miguel)                                                   | 2022  | —                    | 8                    | —                    | —                    | —                    | 22                   | —                    | —                    | 33                   | —                    | —                    | 30                   | —                    | - BPI: Gold                                                                  | Diplo                                                 |
| High Rise (featuring Amtrac & Leon Bridges)                                          | 2022  | —                    | 31                   | —                    | —                    | —                    | —                    | —                    | —                    | —                    | —                    | —                    | —                    | —                    |                                                                              | Diplo                                                 |
| Humble (avec Lil Yachty)                                                             | 2022  | —                    | 40                   | —                    | —                    | —                    | —                    | —                    | —                    | —                    | —                    | —                    | —                    | —                    |                                                                              | Diplo                                                 |
| Right 2 Left (featuring Busta Rhymes)                                                | 2022  | —                    | —                    | —                    | —                    | —                    | —                    | —                    | —                    | —                    | —                    | —                    | —                    | —                    |                                                                              | Diplo                                                 |
| Let You Go (avec TSHA featuring Kareen Lomax)                                        | 2022  | —                    | 17                   | —                    | —                    | —                    | —                    | —                    | —                    | —                    | —                    | —                    | —                    | —                    |                                                                              | Diplo                                                 |
| Like This (avec Serge Ibaka & Gyakie)                                                | 2022  | —                    | 26                   | —                    | —                    | —                    | —                    | —                    | —                    | —                    | —                    | —                    | —                    | —                    |                                                                              |                                                       |
| Tupelo Shuffle (avec Swae Lee featuring Gary Clark, Jr. & Austin Butler)             | 2022  | —                    | 26                   | —                    | —                    | —                    | —                    | —                    | —                    | —                    | —                    | —                    | —                    | —                    |                                                                              | Elvis (bande originale)                               |
| Pogo (avec Bbno$)                                                                    | 2022  | —                    | 26                   | —                    | —                    | —                    | —                    | —                    | —                    | —                    | —                    | —                    | —                    | —                    |                                                                              |                                                       |
| Wasted (featuring Kodak Black & Koe Wetzel)                                          | 2023  | —                    | —                    | —                    | —                    | —                    | —                    | —                    | —                    | —                    | —                    | —                    | —                    | —                    |                                                                              | Diplo Presents Thomas Wesley, Chapter 2: Swamp Savant |
| Use Me (Brutal Hearts) (avec Johnny Blue Skies & Dove Cameron)                       | 2023  | —                    | —                    | —                    | —                    | —                    | —                    | —                    | —                    | —                    | —                    | —                    | —                    | —                    |                                                                              | Diplo Presents Thomas Wesley, Chapter 2: Swamp Savant |
| Sad in the Summer (featuring Lily Rose)                                              | 2023  | —                    | —                    | —                    | —                    | —                    | —                    | —                    | —                    | —                    | —                    | —                    | —                    | —                    |                                                                              | Diplo Presents Thomas Wesley, Chapter 2: Swamp Savant |
| Without You (featuring Elle King)                                                    | 2023  | —                    | —                    | —                    | —                    | —                    | —                    | —                    | —                    | —                    | —                    | —                    | —                    | —                    |                                                                              | Diplo Presents Thomas Wesley, Chapter 2: Swamp Savant |
| Heartbroken (avec Jessie Murph & Polo G)                                             | 2023  | 64                   | —                    | —                    | —                    | —                    | —                    | 52                   | —                    | —                    | —                    | —                    | —                    | —                    |                                                                              | Diplo Presents Thomas Wesley, Chapter 2: Swamp Savant |
| Diamond Therapy (avec Walker & Royce & Channel Tres)                                 | 2023  | —                    | 47                   | —                    | —                    | —                    | —                    | —                    | —                    | —                    | —                    | —                    | —                    | —                    |                                                                              |                                                       |
| Favela Joint (avec Kura)                                                             | 2023  | —                    | —                    | —                    | —                    | —                    | —                    | —                    | —                    | —                    | —                    | —                    | —                    | —                    |                                                                              |                                                       |
| Stay High (avec Hugel featuring Julia Church)                                        | 2023  | —                    | 36                   | —                    | —                    | —                    | —                    | —                    | —                    | —                    | —                    | —                    | —                    | —                    |                                                                              |                                                       |
| 42 (avec Maren Morris)                                                               | 2023  | —                    | 14                   | —                    | —                    | —                    | —                    | —                    | —                    | —                    | —                    | —                    | —                    | —                    |                                                                              |                                                       |
| Anthem (avec Sharam featuring Pony)                                                  | 2024  | —                    | —                    | —                    | —                    | —                    | —                    | —                    | —                    | —                    | —                    | —                    | —                    | —                    |                                                                              |                                                       |
| Heaven or Not (avec Riva Starr featuring Kareen Lomax)                               | 2024  | —                    | 46                   | —                    | —                    | —                    | —                    | —                    | —                    | —                    | —                    | —                    | —                    | —                    |                                                                              |                                                       |
| Midnight Ride (avec Orville Peck & Kylie Minogue)                                    | 2024  | —                    | —                    | —                    | —                    | —                    | —                    | —                    | —                    | —                    | —                    | —                    | —                    | —                    |                                                                              |                                                       |
| Ultraman (avec Oliver Tree)                                                          | 2024  | —                    | —                    | —                    | —                    | —                    | —                    | —                    | —                    | —                    | —                    | —                    | —                    | —                    |                                                                              | Ultraman: Rising                                      |
| Wish (featuring Trippie Redd)                                                        | 2024  | —                    | —                    | —                    | —                    | —                    | —                    | —                    | —                    | —                    | —                    | —                    | —                    | —                    |                                                                              |                                                       |
| Receipts (avec Mau P featuring Gunna)                                                | 2024  | —                    | 24                   | —                    | —                    | —                    | —                    | —                    | —                    | —                    | —                    | —                    | —                    | —                    |                                                                              |                                                       |
| Save My Soul (avec Boris Brejcha)                                                    | 2024  | —                    | —                    | —                    | —                    | —                    | —                    | —                    | —                    | —                    | —                    | —                    | —                    | —                    |                                                                              |                                                       |
| Forever (avec Hugel featuring Malou & Yuna)                                          | 2024  | —                    | 31                   | —                    | —                    | —                    | —                    | —                    | —                    | —                    | —                    | —                    | —                    | —                    |                                                                              |                                                       |
| "—" signifie que le single n'est pas sorti ou ne s'est pas classé dans le pays       |       |                      |                      |                      |                      |                      |                      |                      |                      |                      |                      |                      |                      |                      |                                                                              |                                                       |

#### Artiste en featuring
| Titre                                                                          | Année | Meilleures positions | Meilleures positions | Meilleures positions | Meilleures positions | Meilleures positions | Meilleures positions | Certifications                      | Album                           |
| Titre                                                                          | Année | DAN                  | ITA                  | N-Z                  | P-B                  | R-U                  | SUI                  | Certifications                      | Album                           |
| ------------------------------------------------------------------------------ | ----- | -------------------- | -------------------- | -------------------- | -------------------- | -------------------- | -------------------- | ----------------------------------- | ------------------------------- |
| XXX 88 (MØ featuring Diplo)                                                    | 2013  | —                    | —                    | —                    | —                    | —                    | —                    |                                     |                                 |
| P.o.v. 2.0 (The Death Set & The Partysquad featuring Diplo)                    | 2013  | —                    | —                    | —                    | —                    | —                    | —                    |                                     |                                 |
| Coup d'Etat (G-Dragon featuring Diplo & Baauer)                                | 2013  | —                    | —                    | —                    | —                    | —                    | —                    |                                     | Coup d'Etat                     |
| Elastic Heart (Sia featuring The Weeknd & Diplo)                               | 2013  | 21                   | 11                   | 7                    | 46                   | 61                   | 12                   | - IFPI DEN: Platine - RMNZ: Platine | The Hunger Games: Catching Fire |
| Afterhours (TroyBoi featuring Diplo & Nina Sky)                                | 2016  | —                    | —                    | —                    | —                    | —                    | —                    |                                     |                                 |
| Então Vai (Pabllo Vittar featuring Diplo)                                      | 2018  | —                    | —                    | —                    | —                    | —                    | —                    |                                     |                                 |
| 200 MPH (Bad Bunny featuring Diplo)                                            | 2018  | —                    | —                    | —                    | —                    | —                    | —                    | - RIAA: 12× Platine (Latin)         | X 100pre                        |
| Time Is Up (Poppy featuring Diplo)                                             | 2018  | —                    | —                    | —                    | —                    | —                    | —                    |                                     | Am I A Girl?                    |
| Tecnobow (El Alfa featuring Diplo)                                             | 2019  | —                    | —                    | —                    | —                    | —                    | —                    |                                     |                                 |
| Whole Night (DJ Raybel featuring Diplo & Moonchild Sanelly & Vista)            | 2019  | —                    | —                    | —                    | —                    | —                    | —                    |                                     |                                 |
| Chicken Wang (Wuki featuring Diplo & Snappy Jit)                               | 2020  | —                    | —                    | —                    | —                    | —                    | —                    |                                     |                                 |
| Zuccenberg (Tommy Cash featuring $uicideboy$ & Diplo)                          | 2021  | —                    | —                    | —                    | —                    | —                    | —                    |                                     |                                 |
| "—" signifie que le single n'est pas sorti ou ne s'est pas classé dans le pays |       |                      |                      |                      |                      |                      |                      |                                     |                                 |

#### Autres chansons classées
| Titre                                                                          | Année | Meilleures positions | Certifications | Album                                              |
| Titre                                                                          | Année | É-U Dance            | Certifications | Album                                              |
| ------------------------------------------------------------------------------ | ----- | -------------------- | -------------- | -------------------------------------------------- |
| Dance with Me (avec Thomas Rhett & Young Thug)                                 | 2020  | —                    | - RIAA: Or     | Diplo Presents Thomas Wesley, Chapter 1: Snake Oil |
| Hometown (featuring Zac Brown & Danielle Bradbery)                             | 2020  | —                    |                | Diplo Presents Thomas Wesley, Chapter 1: Snake Oil |
| "—" signifie que le single n'est pas sorti ou ne s'est pas classé dans le pays |       |                      |                |                                                    |

#### Autres apparitions
| Titre                   | Année | Autres artistes            | Album                                     |
| ----------------------- | ----- | -------------------------- | ----------------------------------------- |
| Newsflash               | 2004  | Sandra Melody              | Ninja Tune 2004                           |
| Don't Fall              | 2004  |                            | Zentertainment                            |
| Song for My Father      | 2004  |                            | Diesel:U:Music                            |
| Way More                | 2004  |                            | Big Dada Presents                         |
| Diplo Rhythm            | 2005  |                            | Ninja Tune 2005                           |
| Big Lost                | 2005  |                            | Ninja Tune 2005                           |
| Into the Sun            | 2007  | Martina Topley-Bird        | City Lounge 3                             |
| Where Is Home?          | 2007  | Bloc Party                 | Love Music, Hate Racism                   |
| Bandida                 | 2008  | Deize Tigrona              | Man Recordings                            |
| Me Chinga               | 2008  | Deize Tigrona              | Man Recordings                            |
| Fuji Oujia              | 2008  |                            | Lagos Shake, A Tony Allen Chop Up         |
| Wassup Wassup           | 2009  | Samim                      | Causes 2                                  |
| Summer's Gonna Hurt You | 2010  |                            | Ninja Tune XX: 20 Years Of Beats & Pieces |
| Sunsets                 | 2011  | Borgore                    | The Filthiest Hits...So Far               |
| War                     | 2012  | Jack Beats & Example       | Careless                                  |
| No Problem              | 2012  | Flinch & Kay               | Triple J House Party                      |
| Me Chinga               | 2015  | Ben Andrade & Grizzly Bear | California Dreamz                         |
| Open & Close            | 2018  | Mr. Eazi                   | Life Is Eazi, Vol. 2 - Lagos to London    |
| Ikwe                    | 2018  | Kizz Daniel                | No Bad Songz                              |
| Ratchets                | 2019  | Lil Peep & Lil Tracy       | Everybody's Everything                    |

### Remixes
- 2004 : TTC - De Pauvres Riches (Diplodocus Electric Manatee Remix)
- 2004 : Michael Giacchino - The Glory Days (Diplo Remix)
- 2005 : Disco D - Lets Hug It Out Bitch (Diplo Remix)
- 2005 : Edu K - Popozuda Rock n' Roll (Diplo Remix)
- 2005 : Gwen Stefani - Hollaback Girl (Hollatronix Remix)
- 2005 : Kanye West feat. Jamie Foxx - Gold Digger (Diplo Remix)
- 2005 : Spank Rock - Put That Pussy On Me (Diplo Tonite Remix)
- 2005 : Three 6 Mafia feat. Young Buck & 8Ball and MJG - Stay Fly (Mad Decent Remix)
- 2005 : Biz Markie - Vapors (Diplo Remix)
- 2005 : Walter Wanderley - Popcorn (Diplo Remix)
- 2005 : Roots Manuva - Seat Yourself (Diplo Remix)
- 2006 : Beck - Wish Coin (Go it Alone)
- 2006 : Bloc Party - Helicopter (Diplo Remix)
- 2006 : Clipse - Queen Bitch (Diplo Remix)
- 2006 : CSS - Let's Make Love and Listen to Death From Above (Diplo Remix)
- 2006 : Daedelus - Sundown (Diplo Remix)
- 2006 : Hot Chip - Over And Over (Shake It Over And Over)
- 2006 : Justin Timberlake feat. T.I. - My Love (Diplo Remix)
- 2006 : The Beatles - Twist and Shout (Diplo B'more Edit)
- 2006 : Yeah Yeah Yeahs - Gold Lion (Diplo Remix)
- 2007 : M.I.A. - Birdflu (Diplo Remix)
- 2007 : Claude VonStroke - The Whistler (Diplo Remix)
- 2007 : Daft Punk - Harder, Better, Faster, Stronger (Diplo's Work Is Never Over)
- 2007 : Peter Bjorn and John - Young Folks (Diplo's Drums of Death Remix)
- 2007 : Znobia – Tchilo (Diplo Remix)
- 2007 : Bart Simpson - Do the Bartman (Bartman So So Krispy Remix)
- 2007 : The Decemberists - The Perfect Crime No. 2 (Doing Time Remix)
- 2007 : Bloc Party - Where Is Home? (Diplo Remix)
- 2007 : Black Lips - Veni Vidi Vici (Diplo Remix)
- 2007 : Hot Chip - Shake a Fist (Diplo Remix)
- 2007 : Dark Meat - Unsuccessful Space Jam (Diplo Remix)
- 2007 : Justice - D.A.N.C.E. (Diplo & Eli Remix)
- 2007 : Samim - Heater (Diplo Remix)
- 2008 : M.I.A. feat. Bun B & Rich Boy - Paper Planes (Diplo Street Remix)
- 2008 : Sunny Day Sets Fire - Brainless (Mad Decent Remix)
- 2008 : Spoon - Don't You Evah (Diplo Remix)
- 2008 : Kanye West - Flashing Lights (Diplo Remix)
- 2008 : The Black Ghosts - Repetition Kills You (Diplo Remix)
- 2008 : Marlena Shaw - California Soul (Diplo Remix)
- 2008 : Radiohead - Reckoner (Diplo Remix)
- 2008 : Telepathe - Chrome's On It (Mad Decent Remix)
- 2008 : PRGz - Bama Gettin' Money (Diplo Remix)
- 2008 : Truth® - Typo (Diplo House Remix / Diplo Hip-Hop Remix)
- 2008 : CLP - Ready or Not (Diplo vs. DJ Sega Remix)
- 2008 : "Journey to the West" - Monkey Bee (Diplo Remix)
- 2008 : Monkey - Monkey (Diplo Remix)
- 2008 : Santogold feat. Amanda Blank - I'm a Lady (Diplo Remix)
- 2008 : Xray - Turbulence Dubplate (Starstruck Diplo Mix)
- 2008 : Money Addict feat. Pluck - Hood Celebrity (Diplo Remix)
- 2008 : Money Addict - Life, Money & Drugs (Diplo Remix)
- 2009 : Dance Area - AA 24/7 (Diplo Remix)
- 2009 : Private - My Secret Lover (Diplo Remix)
- 2009 : Britney Spears - Circus (Diplo Circus Remix / Diplo Alt Clown Remix)
- 2009 : Bassnectar - Art of Revolution (Diplo Remix)
- 2009 : The Dead Weather - Treat Me Like Your Mother (Diplo Remix)
- 2009 : As Tall As Lions - Circles (Diplo Remix)
- 2009 : Feist - I Feel It All (Diplo Remix)
- 2009 : Major Lazer feat. Nina Sky & Ricky Blaze - Keep It Goin' Louder (Diplo Remix)
- 2009 : Brazilian Girls - Good Time (Diplo Mad Decent Remix)
- 2010 : Proxy - 8000 (Diplo Remix)
- 2010 : Sia - Clap Your Hands (Diplo Remix)
- 2010 : Madonna - Hung Up (Diplo Remix)
- 2010 : Diplo - Summer's Gonna Hurt You (Diplo 2010 Remix)
- 2010 : I Blame Coco feat. Robyn - Caesar (Diplo Remix)
- 2010 : Maroon 5 - Misery (Diplo Put Me Out Of My Misery Mix)
- 2010 : La Roux - Bulletproof (Diplo & Bot Remix)
- 2010 : Deerhunter - Helicopter (Diplo & Lunice Remix)
- 2010 : Sunday Girl - Four Floors (Diplo Remix)
- 2010 : Bingo Players - Get Up (Diplo Remix)
- 2010 : Linkin Park - When They Come For Me (Diplo Remix)
- 2010 : Robyn feat. Spoek Mathambo - Dancehall Queen (Diplo & Stenchman Remix)
- 2010 : Gucci Mane - Dangers Not a Stranger (Diplo Remix)
- 2010 : Gucci Mane - Excuse Me (Diplo Remix)
- 2010 : Gucci Mane feat. Lil B - Break Yourself (Diplo Remix)
- 2011 : Sleigh Bells - Tell 'Em (Diplo Remix)
- 2011 : The Streets - Going Through Hell (Diplo Remix)
- 2011 : Travis Barker - Can a Drummer Get Some? (Diplo Remix)
- 2011 : Mavado - Delilah (Diplo Remix)
- 2011 : Ceci Bastida - Have You Heard? (Diplo Remix)
- 2011 : The Wombats - Techno Fan (Diplo Remix)
- 2011 : Tiësto vs. Diplo feat. Busta Rhymes - C'mon (Catch 'em by Surprise)
- 2011 : The Bloody Beetroots feat. Dennis Lyxzén - Church of Noise (Diplo Remix)
- 2011 : Julianna Barwick - Vow (Diplo and Lunice Remix)
- 2011 : Star Slinger featuring Reggie B - Dumbin' (Diplo Remix)
- 2012 : FKi feat. Iggy Azalea & Diplo - I Think She Ready
- 2012 : Usher - Climax (Diplo Bouncier Climactic Remix)
- 2012 : Usher - Climax (Flosstradamus & Diplo Remix)
- 2012 : Katy B - Witches' Brew (Diplo Remix)
- 2012 : Sleigh Bells - Demons (Diplo Remix)
- 2012 : Calvin Harris feat. Florence Welch - Sweet Nothing (Diplo & Grandtheft Remix)
- 2012 : Psy feat. 2 Chainz & Tyga - Gangnam Style (Diplo Remix)
- 2013 : Diplo feat. Nicky da B - Express Yourself (R3hab & Diplo Remix)
- 2013 : Grizzly Bear - Will Calls (Diplo Remix)
- 2013 : Santino - Sabor De Tú Amor (Diplo & DJ A Remix)
- 2014 : Avicii feat. Salem Al Fakir - You Make Me (Diplo & Ookay Remix)
- 2014 : Beyoncé feat. Jay-Z - Drunk in Love (Diplo Remix)
- 2014 : Dawn Golden - All I Want (Diplo Remix)
- 2014 : Calvin Harris - Summer (Diplo & Grandtheft Remix)
- 2014 : Lorde - Tennis Court (Diplo's Andre Agassi Reebok Pump Remix)
- 2014 : Zola Jesus - Go (Blank Sea) (Diplo Remix)
- 2014 : CL - MTBD (Mental Breakdown) (Diplo Remix)
- 2015 : Mexicution - Kali Anthem (Diplo Remix)
- 2015 : QT - Hey QT (Diplo Remix)
- 2015 : Rihanna - Bitch Better Have My Money (Diplo & Grandtheft Remix)
- 2015 : Tiësto & KSHMR feat. Vassy - Secrets (Diplo Remix)
- 2015 : Migos - Look at My Dab (Diplo & Bad Royale Remix)
- 2016 : M.I.A. - Bird Song (Diplo Remix)
- 2016 : Sia - Elastic Heart (Diplo & ETC!ETC! VIP)
- 2016 : MØ - Final Song (Diplo & Jauz Remix)
- 2017 : Yo Gotti feat. Nicki Minaj - Rake It Up (Diplo & Party Favor Remix)
- 2019 : Lil Nas X feat. Billy Ray Cyrus - Old Town Road (Diplo Remix)
- 2019 : Gordo - Letting People Go (Diplo Remix)
- 2019 : Carnage feat. Prinze George - Letting People Go (Diplo Remix)
- 2019 : Kaskade & Felix Cartal feat. Jenn Blosil - More (Diplo Remix)
- 2019 : Niall Horan - Nice to Meet Ya (Diplo Remix)
- 2019 : Samim - Heater 2019 (Diplo Remix)
- 2020 : Glass Animals - Heat Waves (Diplo Remix)
- 2020 : Mathame - Never Give Up (Diplo Remix)
- 2021 : KUU (Alex Metric & Riton) feat. Shungudzo - We'll Always Have This Dance (Diplo's MMXX Mix)
- 2021 : Fred again.. & The Blessed Madonna - Marea (We've Lost Dancing) (Diplo Remix)
- 2021 : Unkle - Do Yourself Some Good (Diplo Remix)
- 2021 : Paul Woolford & Diplo & Kareen Lomax - Promises (Paul Woolford & Diplo Remix)
- 2021 : Bbno$ feat. Rich Brian - Edamame (Diplo Remix)
- 2022 : LP Giobbi feat. Caroline Byrne - Forever and a Day (Diplo Remix)
- 2023 : Elley Duhé & Whethan - Money on the Dash (Diplo Remix)
- 2023 : Tech It Deep - Maria Maria (Diplo Remix)
- 2023 : Channel Tres - 6AM (Diplo Remix)
- 2023 : Gunna - Fukumean (Diplo & Maesic & Chad Harrison Remix)
- 2024 : The Outfield - Your Love (Diplo Remix)
- 2024 : Gala - Freed from Desire 2024 (Diplo Edit)

### Autres projets
- Major Lazer (avec Walshy Fire & Ape Drums)
- Jack Ü  (avec Skrillex)
- LSD (avec Labrinth & Sia)
- Silk City (avec Mark Ronson)

## Filmographie
Sauf indication contraire, les informations mentionnées dans cette section peuvent être confirmées par la base de données cinématographiques IMDb,  présente dans la section « Liens externes ».
- 2014 : 22 Jump Street de Phil Lord et Chris Miller : le DJ au Spring Break
- 2019 : Pokémon : Détective Pikachu de Rob Letterman : le DJ